# Labbskärs harorna
Labbskärs harorna är skär i Åland (Finland). De ligger i Skärgårdshavet och i kommunen Sottunga i landskapet Åland, i den sydvästra delen av landet. Öarna ligger omkring 42 kilometer öster om Mariehamn och omkring 240 kilometer väster om Helsingfors. Labbskärs harorna ligger 2 meter över havet.
Arean för den av öarna koordinaterna pekar på är 0,9 hektar och dess största längd är 230 meter i nord-sydlig riktning. Trakten är glest befolkad. Närmaste större samhälle är Föglö, 14,5 km väster om Labbskärs harorna.